# SV Empor Berlin
Der SV Empor Berlin ist ein Sportverein im Berliner Bezirk Pankow. Er ging 1990 aus der 1949 gegründeten BSG Empor HO Berlin hervor und zählt ca. 2.000 Mitglieder, die in den Abteilungen Badminton, Basketball, Fußball, Gewichtheben, Gymnastik, Kraftsport, Schach, Volleyball und Wandern aktiv sind. Etwa 1.200 Sportler bilden die Abteilung Fußball, die damit den größten Fußballverein im Bezirk bildet. Die Jugendmannschaften spielen fast ausnahmslos in der höchsten Spielklasse des Berliner Fußball-Verbands. Die 1. Herrenmannschaft spielt in der Berlin-Liga und belegte in der Saison 2024/25 den 7. Platz.

## Geschichte

Historisches Logo von Empor HO Berlin 1986–1990

Der Verein wurde 1949 als Betriebssportgemeinschaft (BSG) der Handelsorganisation (HO) unter dem Namen BSG HO Berlin gegründet. Anfangs verteilten sich 60 Mitglieder auf die Sportsektionen Boxen, Eislauf, Fußball und Handball. Später kamen Radsport, Rudern und Schwimmen hinzu, sodass schon Ende 1950 die Mitgliederzahl auf 800 angewachsen war. 1951 wurde der polnische Sportverein PKS Zryw Berlin der BSG angeschlossen. Mit der Bildung der Sportvereinigungen wurde die BSG Anfang der 1950er an die SV Empor angeschlossen. Ab 1954 trug sie den Namen BSG Empor Nord Berlin. 1963 kam es zu einem kurzzeitigen Zusammenschluss mit der BSG Aufbau Berlin Nord, der aber nach einem Jahr wieder gelöst wurde. Ab 1978 bis zur deutschen Wiedervereinigung firmierte die Sportgemeinschaft unter dem Namen BSG Empor HO Berlin. Bis 1989 war die Mitgliederzahl auf 4.800 angestiegen und es konnten annähernd 250 DDR-Meister- und 400 Berliner Einzel- und Mannschaftsmeistertitel gewonnen werden.
Am 27. Juni 1990 wurde der Sportverein Empor Berlin mit 15 Sportabteilungen und 1.290 Mitgliedern, davon 438 Kindern und Jugendlichen, neu gegründet.

## Sportarten
Nachfolgend werden die Werdegänge verschiedener Sparten des Clubs geschildert. Die Liste der aufgeführten Sparten erhebt keinen Anspruch auf Vollständigkeit.

### Basketball
Die Männermannschaft spielt in der 2. Regionalliga Ost, der fünfthöchsten deutschen Spielklasse.
Ehemalige Spieler:
Sascha Leutloff (Jugend)

### Boxen
Die Boxer konnten 3 Mal den DDR-Mannschaftsmeistertitel und Einzeltitel erringen.

### Eishockey
Die BSG Empor übernahm die Mannschaft der SG Grün-Weiß Pankow, die bei der Austragung der ersten Ostzonenmeisterschaft 1949 Vize-Meister hinter der SG Frankenhausen geworden war. Im Folgejahr wurde man erneut Zweiter hinter Frankenhausen und qualifizierte sich somit für die neue DS-Liga (die spätere Oberliga). In deren Premierenjahr wurde Empor nur Vierter. In der Folgesaison übernahm die BSG Einheit Berliner Bär die Mannschaft und die Ligastartberechtigung von Empor.

### Fußball
Zu DDR-Zeiten kamen Empors Fußballer nie über die unteren Ligen Ost-Berlins hinaus. Erst gegen Ende der 1980er ging es sportlich aufwärts: 1988 und 1991 erreichte Empor das Finale um den FDGB-Bezirkspokal und 1989 gelang der Aufstieg in die Bezirksliga, wo sich die Mannschaft bis 1991 halten konnte. Im Zuge der Integration der DDR-Mannschaften in das gesamtdeutsche Ligasystem wurde die Bezirksliga mit der bisherigen West-Berliner Landesliga zusammengelegt. Bis auf eine dreijährige Unterbrechung spielte Empor bis 2008 in der Landesliga. In der Saison 2007/08 gelang nach mehreren Anläufen endlich der Aufstieg in die Verbandsliga (inzwischen Berlin-Liga), in der Empor seitdem spielt.
Seit 2009 ist die Jugendabteilung des SV Empor Berlin Kooperationspartner von Hertha BSC in der Initiative „Kiezkicker“. Diese Zusammenarbeit wurde im Sommer 2013 weiter verlängert.
Im Juni 2013 wurde die Fußball-Jugendabteilung vom Berliner Fußball Verband mit dem BFV-Preis für soziales Engagement ausgezeichnet, wozu u. a. die Durchführung von zahlreichen Schul-AGs, die Unterstützung der „Respect Gaymes“ und die Initiierung eines offenen Fußballangebots für Mädchen mit und ohne Handicap im Sportjugendclub Prenzlauer Berg gehört.
Seit 2009 betreibt der SV Empor das Programm Bewegen Begeistert an insgesamt 25 Berliner Schulen und Kitas. 15 Jugendtrainer des SV Empor haben es sich zur Aufgabe gemacht, Kinder an den Ballsport heranzuführen und ihre motorischen und koordinativen Fähigkeiten zu schulen. Die Übungsleiter gehen dabei aktiv an Kitas und Schulen heran, um dort wöchentlich eine zusätzliche Bewegungs- und Fußballstunde anzubieten und Turniere zwischen den Kitas und Schulen zu organisieren. Im Dezember 2013 wurden der SV Empor Berlin zusammen mit Fortuna Pankow für das Kita- und Schulprojekt Bewegen Begeistert mit dem Silbernen Stern des Sports ausgezeichnet. Im März 2015 wurde das Projekt vom DFB mit der Sepp-Herberger-Urkunde im Bereich Schule und Verein ausgezeichnet.
Ligazugehörigkeit seit 1989:
- 1989–1991: Bezirksliga Ost-Berlin
- 1991–2000: Landesliga Berlin
- 2000–2003: Bezirksliga Berlin
- 2003–2008: Landesliga Berlin
- seit 2008: Berlin-Liga

#### Statistik in der Berlin-Liga
| Saison  | Liga (Spielklasse)   | Platz | Sp | S  | U  | N  | Tore  | +/- | Punkte | Pokal (Berlin)                                             |
| ------- | -------------------- | ----- | -- | -- | -- | -- | ----- | --- | ------ | ---------------------------------------------------------- |
| 2008/09 | Berlin-Liga (VI)     | 15/18 | 34 | 09 | 07 | 18 | 51:68 | −17 | 34     | Achtelfinale (2:5 gegen 1. FC Union Berlin [III])          |
| 2009/10 | Berlin-Liga (VI)     | 09/19 | 36 | 14 | 11 | 11 | 78:59 | +19 | 53     | 1. Hauptrunde (1:2 gegen SFC Stern 1900 [VI])              |
| 2010/11 | Berlin-Liga (VI)     | 04/18 | 34 | 16 | 07 | 11 | 79:57 | +22 | 55     | 4. Hauptrunde (1:2 gegen VSG Altglienicke [VI])            |
| 2011/12 | Berlin-Liga (VI)     | 09/19 | 36 | 15 | 09 | 12 | 68:64 | 0+4 | 54     | 3. Hauptrunde (2:3 gegen BFC Tur Abdin [VIII])             |
| 2012/13 | Berlin-Liga (VI)     | 14/18 | 34 | 12 | 10 | 12 | 59:54 | 0+5 | 46     | 4. Hauptrunde (0:3 gegen BFC Viktoria 1889 [V])            |
| 2013/14 | Berlin-Liga (VI)     | 12/18 | 34 | 12 | 06 | 16 | 48:53 | 0−5 | 42     | 3. Hauptrunde (1:6 gegen 1. FC Wilmersdorf [VI])           |
| 2014/15 | Berlin-Liga (VI)     | 08/18 | 34 | 15 | 04 | 15 | 59:63 | 0−4 | 49     | 2. Hauptrunde (1:2 gegen 1. FC Galatasaray Spandau [VII])  |
| 2015/16 | Berlin-Liga (VI)     | 07/18 | 34 | 17 | 09 | 08 | 77:51 | +26 | 60     | 1. Hauptrunde (3:5 gegen SFC Stern 1900 [VI])              |
| 2016/17 | Berlin-Liga (VI)     | 10/18 | 34 | 12 | 09 | 13 | 62:60 | 0+2 | 45     | Achtelfinale (1:3 gegen FC Viktoria 1889 Berlin [IV])      |
| 2017/18 | Berlin-Liga (VI)     | 06/18 | 34 | 15 | 07 | 12 | 54:62 | 0−8 | 52     | 3. Hauptrunde (1:0 n. V. gegen Tennis Borussia Berlin [V]) |
| 2018/19 | Berlin-Liga (VI)     | 09/18 | 34 | 14 | 05 | 15 | 54:58 | 0−4 | 47     | Achtelfinale (0:4 gegen Tennis Borussia Berlin [V])        |
| 2019/20 | Berlin-Liga (VI) (1) | 09/18 | 22 | 10 | 02 | 10 | 43:40 | 0+3 | 32     | 2. Hauptrunde (0:1 gegen Lichtenberg 47 [IV])              |
| 2020/21 | Berlin-Liga (VI) (1) | 13/20 | 09 | 02 | 04 | 03 | 09:9  | 0±0 | 10     | 3. Hauptrunde (-:- gegen SV Tasmania Berlin [V]) (2)       |
| 2021/22 | Berlin-Liga (VI)     | 06/19 | 36 | 20 | 04 | 12 | 66:39 | +27 | 54     | Viertelfinale (1:3 gegen Berliner AK [IV])                 |
| 2022/23 | Berlin-Liga (VI)     | 10/18 | 34 | 15 | 01 | 18 | 70:66 | 0+4 | 46     | 2. Hauptrunde (0:3 gegen Fortuna Biesdorf [VII])           |
| 2023/24 | Berlin-Liga (VI)     | 09/18 | 34 | 14 | 04 | 16 | 62:72 | −10 | 46     | 1. Hauptrunde (4:5 gegen Fortuna Biesdorf [VII])           |
| 2024/25 | Berlin-Liga (VI)     | 07/18 | 34 | 17 | 04 | 3  | 93:68 | +25 | 55     | 3. Hauptrunde (1:2 gegen SV Tasmania Berlin [V])           |

#### Bekannte Spieler
- Christian Stuff spielte zwei Jahre in der Jugend von Empor. Marko Rehmer (1978–1979) Jugend

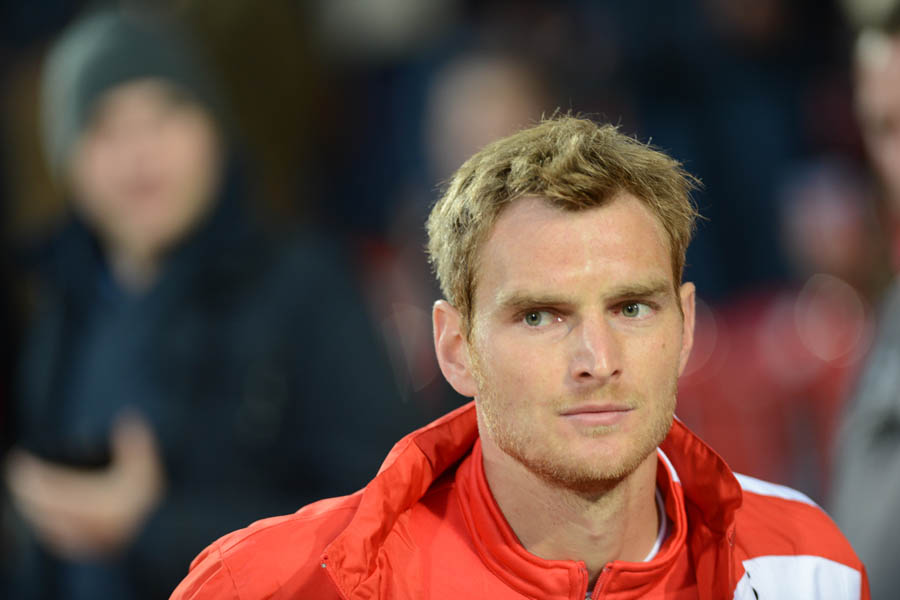
Christian Stuff spielte zwei Jahre in der Jugend von Empor.

- Ralph Probst (1993–1995)
- Andreas Hawa (1996–1997)[6]
- Marian Unger (bis 1999) Jugend
- Christian Stuff (1998–2000) Jugend
- Leonard Koch (bis 2007) Jugend[7]
- Malcolm Badu (2006–2011) Jugend
- Linton Maina (2011–2014) Jugend

#### Trainer
- Bernd Quade (2005–2005)[8]
- Olaf Seier (2010–2011)
- Jörg Schwanke (2017–2018)

### Kraftsport
Die Abteilung Kraftsport hatte ihre Blütezeit in den 1970er und 1980er Jahren. Bis 1990 gingen aus ihr die meisten DDR-Meister im Kraftsport (Bodybuilding) hervor. Der bekannteste und erfolgreichste Athlet ist Peter Hensel, der 1986 bei dem IFBB Wettkampf Mr. Olympia den 6. Platz erreichte.

### Schach
Die Schachsportler traten in der DDR-Oberliga an. Später war man bis 1998 in der Schachbundesliga und nahm auch am Europapokal teil. Die Weltklassespieler und Ehrenmitglieder des Vereins Wladimir Kramnik (Russland) und Alexander Schirow (Spanien) hatten u. a. Anteil an diesen Erfolgen. In der ewigen Tabelle der Schachbundesliga belegt der SV Empor den 30. Platz. (Stand 2025)
In der Saison 1999/2000 spielte Empor Berlin zuletzt in der 2. Bundesliga und pendelt seither zwischen Oberliga, Landesliga Berlin und Stadtliga Berlin. 
Besonders große Erfolge errang die Jugendabteilung. Die U12-Mannschaft wurde 2022 Deutscher Meister, hinzu kamen mehrere weitere Medaillenplätze bei Deutschen Vereinsmeisterschaften der Jugend.